# 아나마리아 바르톨로메이
아나마리아 바르톨로메이(Anamaria Vartolomei, 1999년 4월 9일 ~ )는 루마니아 출신의 프랑스의 배우이다. 2021년 영화 《레벤느망》을 통해 세자르상 신인여우상, 뤼미에르상 여우주연상을 수상했다.

## 출연 작품
- 미키 17 (2025) - 카이 역
- 엠파이어 (2024)
- 레벤느망 (2021)
- 더 로얄 익스체인지 (2017)
- 더 소워 (2017)
- 아이디얼 (2016)
- 나의 혁명 (2016)
- 비올레타 (2011)